# Висше училище
Висшето училище е училище, което води обучение на равнище висше образование и осъществява научноизследователска дейност.
В миналото под съветско влияние в България е използван обобщаващият термин висше учебно заведение (съкратено ВУЗ), противопоставяно на училище, което се използва предимно за учебните учреждения от началното, основното и средното образование. Със Закона за висшето образование (ЗВО) от 27 декември 1995 г. на негово място е върнат в употреба предишният по-кратък термин висше училище (като вид училище).

## Предмет
Съгласно чл. 6, ал. 1 от ЗВО висшето училище в България е юридическо лице с предмет на дейност:
1. подготовка на специалисти, способни да развиват и прилагат научни знания в различните области на човешката дейност;
2. повишаване квалификацията на специалисти;
3. развитие на науката, културата и иновационната дейност.

## Видове

### По финансиране
Според източника на финансиране могат да бъдат:
- частни
- публични – държавни, регионални (щатски/републикански, провинциални/областни и пр.), местни (общински, градски) и др

### По научен обхват
Според обхвата на спектъра от преподаваните специалности (и съответните научни направления от 4-те основни научни области – хуманитарни, природни, обществени и технически науки) висшите училища биват (по чл. 17 от ЗВО):
- университет – обучава по широк кръг специалности от професионални направления в поне 3 основни области в 3-те степени („бакалавър“, „магистър“, „доктор“) и развива основни области на науката и културата
- специализирано висше училище – осъществява научноизследователска или художествено-творческа дейност и провежда обучение в основна област на науката, изкуствата, физическата култура и военното дело в 3-те степени
- самостоятелен колеж – обучава само в степен „бакалавър“

Други наименования за висши училища са:
- (учебна) академия – за разлика от научната (академия на науките)
- (висш) институт – за разлика от научноизследователския институт
- консерватория – музикално висше (или средно) училище или учебно заведение с курсове без образователна степен)
- колеж – самостоятелен или в структурата на университет или друг по-голям ВУЗ
- (висше) училище

Някои наименования от миналото вече не се използват за обозначаване на висши училища – например „лицей“ (от Руската империя), „висш институт“ и „консерватория“ (в България) и др.
Освен висшите училища обучение на равнище висше образование могат да осъществяват научни организации, традиционно занимаващи се само с научни изследвания (но не и с обучение). Така например е дадена възможност за обучение за степен „доктор“ и „магистър“ на някои академии на науките и научноизследователски институти.

## Структура
Висшето училище включва (чл. 25):
- основни звена:
  - факултети – обединяват катедри от преподаватели за осигуряване на обучението на студенти, докторанти и специализанти по професионални направления на акредитация
  - департаменти – за осигуряване на обучение по една или повече дисциплини, които не съставляват специалност
  - институти – за извършване на дългосрочна научноизследователска дейност, и
  - колежи
- обслужващи звена – центрове, библиотеки, издателства, лаборатории, обсерватории, опитни станции, производствени бази и други относително обособени структури
- филиали (териториално изнесени звена)